# Джессіка Коллінз
Джессіка Коллінз (англ. Jessica Collins, нар. 1 квітня 1971, Скенектаді, США) — американська акторка кіно та телебачення.

## Життєпис та кар'єра
Коллінз народилася 1971 року в Скенектаді штат Нью-Йорк в США і закінчила Королівський національний театр у Лондоні, перш ніж отримала роль у денній мильній опері «Нескінченна любов», де знімалася з 1991 по 1994 рік. Після виходу з мильної опери вона знялася в кількох низькобюджетних фільмах, таких як «Лепрекон 4: У космосі» та «Кращі з найкращих 4: без попередження», а після повернулася на американське телебачення, але вже будувала кар'єру в прайм-тайм.
У 2002—2003 роках Коллінз з'явилася в декількох епізодах серіалу «Американські мрії» разом з Гейл О'Грейді, після чого отримала регулярну роль в серіалі «Поклик Тру», де грала сестру головної героїні. Також вона зіграла незначні ролі у фільмах «Впіймай мене, якщо зможеш», «Брудне кохання» та «Смерть в ефірі», а в 2007 році з'явилася в ще одному серіалі «Чоловіки у великому місті», що демонструвався на телебаченні недовгий час. Крім цього вона з'явилася в серіалах «CSI: Місце злочину», «Два з половиною чоловіки», «Частини тіла», «Морська поліція: Спецвідділ» та багатьох інших.
Влітку 2011 року Коллінз повернулася в денне мило з регулярною роллю в « Молоді та зухвалі». У 2013 році вона отримала першу у своїй телекар'єрі номінацію на Денну премію «Еммі» за найкращу жіночу роль другого плану. Вона залишила мильну оперу влітку 2015. Вже після відходу Коллінз виграла «Еммі» за свою роль.
В 1996—2002 роках Джесіка була одружена з Робертом Тайлером. Нині Коллінз перебуває у стосунках з письменником Майклом Куні. У пари народилася донька — Джемма Кейт Коллінз Куні (нар..23 січня 2016).

## Фільмографія

### Телесеріали
- Loving (денна мильна опера, регулярна роль, 1991—1994)
- Coach (1 епізод, 1994)
- Лоїс і Кларк: Нові пригоди Супермена (2 епізоди, 1995)
- Diagnosis Murder (1 епізод, 1996)
- Life with Roger (1 епізод, 1996)
- Зоряний шлях: Вояджер (1 епізод, 1997)
- Район Беверлі-Гіллз (3 епізоди, 1997)
- Затока Доусона (1 епізод, 2000)
- Off Centre (1 епізод, 2002)
- Andy Richter Controls the Universe (1 епізод, 2002)
- American Dreams (7 епізодів, 2002—2003)
- Поклик Тру (15 епізодів, регулярно, 2003—2004)
- Кохання вдівця (1 епізод, 2005)
- CSI: Місце злочину (1 епізод, 2005)
- Два з половиною чоловіки (1 епізод, 2006)
- Big Shots (11 епізодів, регулярно, 2007—2008)
- Gary Unmarried (1 епізод, 2008)
- Частини тіла (1 епізод, 2009)
- Scoundrels (4 епізоди, 2010)
- CSI: Місце злочину Маямі (1 епізод, 2010)
- Мемфіс Біт (1 епізод, 2011)
- У Філадельфії завжди сонячно (1 епізод, 2011)
- Молоді та зухвалі (англ. The Young and the Restless; денна мильна опера, регулярна роль, липень 2011 — липень 2015)
- NCIS: Полювання на вбивць (2012)
- У Філадельфії завжди сонячно (1 епізод, 2013)
- Сприйняття (1 епізод, 2014)
- 9-1-1 (2018)
- Анатомія Грей (2018)
- англ. Dolly Parton's Heartstrings (2019)
- Акапулько (2021)

### Фільми
- Лепрекон 4: У космосі (1996)
- Найкращий з найкращих 4: Без попередження (1998)
- Красива (2000)
- Ритуал (2002)
- Впіймай мене, якщо зможеш (2002)
- Брудне кохання (2005)
- Смерть в ефірі (2007)
- Будинок на продаж (2010)

## Нагороди та номінації
| Рік  | Нагорода                         | Категорія                                                                        | Титул             | Результат | Прим.        |
| ---- | -------------------------------- | -------------------------------------------------------------------------------- | ----------------- | --------- | ------------ |
| 1994 | Нагороди дайджесту мильної опери | Найкраща жіноча роль                                                             | Люблячий          | Номінація |              |
| 1994 | Нагороди дайджесту мильної опери | Найкраща акторка (головна роль)                                                  | Люблячий          | Номінація |              |
| 2013 | Денна премія «Еммі»              | Денна премія «Еммі» за найкращу жіночу роль другого плану в драматичному серіалі | Молоді та зухвалі | Номінація | [ 8 ]        |
| 2016 | Денна премія «Еммі»              | Денна премія «Еммі» за найкращу жіночу роль другого плану в драматичному серіалі | Молоді та зухвалі | Перемога  | [ 9 ] [ 10 ] |